# Carlos Roberto Orrigo da Cunha
Carlos Roberto Orrigo da Cunha, mais conhecido como Gaúcho (Porto Alegre, 3 de Março de 1953), é um ex-treinador e ex-futebolista brasileiro que atuava como zagueiro ou volante. Seu trabalho mais recente foi no começo de 2016 quando treinou a Portuguesa da Ilha.
Possui forte ligação com o Vasco da Gama onde jogou durante oito anos no time profissional entre 1971 e 1979, chegou em São Januário em 1965 para as categorias de base, trazido pelo Tesourinha, ex-atacante vascaino do Expresso da Vitória e também que jogou no Internacional ao lado do Seu Louzada (Pai do Gaúcho). Além disso, Gaúcho já dirigiu o Vasco por várias oportunidades, seja técnico efetivo ou como interino, além de ter sido auxiliar técnico e treinador do time sub-23.
Em 6 de novembro de 2015, após quase 3 anos desempregado, foi anunciado como novo treinador da Portuguesa da Ilha para a disputa do Campeonato Carioca de 2016, que retorna a elite após 9 anos. Em 11 de fevereiro de 2016, Gaúcho encerrou em comum acordo com a diretoria, o ciclo na  Portuguesa da Ilha, Gaúcho comandou a equipe da Ilha do Governador em três jogos oficiais pelo Campeonato Carioca de 2016, foram uma vitória e duas derrotas.

## Técnico do Vasco

### Primeira Passagem
Foi funcionário nas divisões de base em  1991, sendo o treinador do título inédito do clube da Copa São Paulo de Futebol Júnior em 1992. Assumiu o profissional de forma interina em 1993 e passou por times como América-MG e Americano. Também se aventurou no futebol árabe. Voltou ao Vasco em 2008 seja auxiliar permanente ou técnico do sub-20 e chegou a assumir a equipe profissional em 2010, 2011, 2012 e 2013.

### Segunda Passagem
Em 24 de março de 2010 após derrota para o Americano e fraca campanha no Campeonato Carioca, Vágner Mancini é demitido do Vasco. Gaúcho, então treinador da equipe sub-20 do Vasco, é convocado pelo então presidente Roberto Dinamite a assumir a equipe principal do clube.
Logo na estreia de Gaúcho, o Vasco enfrentou o Fluminense conseguindo uma convincente vitória por 3x0. Após a partida, em entrevista ainda na beira no gramado e visivelmente emocionado, gaúcho declarou:
| “ | "O Vasco é a minha casa e hoje foi um dia especial. Futebol é algo difícil, mas a oportunidade veio. Trabalhamos dois dias e tive a felicidade de encontrar uma rapaziada que fez tudo aquilo que determinamos. Acho que o Vasco conseguiu um ótimo resultado. | ” |

Após realizar algumas mudanças no time e conseguir mais duas vitórias, sendo uma delas pela Copa do Brasil, Gaúcho é efetivado mesmo após uma derrota para o Flamengo.
No dia 18 de maio de 2010, passado alguns dias da eliminação nas quartas-de-final da Copa do Brasil, diante de uma fraca atuação contra o Palmeiras em São Januário e sob forte pressão da torcida, Gaúcho é afastado do comando do time. Com a chegada do novo técnico, Celso Roth, Gaúcho é confirmado como auxiliar técnico.

### Terceira Passagem
Após um péssimo começo de campeonato carioca, o então técnico do Vasco PC Gusmão é demitido em 28 de janeiro de 2011. Gaúcho, na época treinando times da categoria de base do Vasco, é novamente designado para assumir a equipe principal interinamente. Desta vez, permaneceu no cargo somente por dois jogos, sendo uma derrota por 2x1 para o rival Flamengo e um empate com o Volta Redonda.
Com a chegada de Ricardo Gomes e seu auxiliar Cristóvão Borges, Gaúcho retorna para o comando das categorias de base do Vasco.

### Quarta Passagem
Com o pedido de demissão do então treinador do Vasco, Cristóvão Borges em 10 de setembro de 2012, Gaúcho é mais uma vez acionado para comandar o Vasco interinamente, permanecendo no comando do time por apenas uma partida, uma vitória por 3x1 sobre o Palmeiras em São Januário. Voltou para as categorias de base passando o posto para o técnico contratado Marcelo Oliveira.

### Quinta Passagem
Em 04 de novembro de 2012 voltou ao comando da equipe principal após apenas dez partidas desde sua última passagem. Com um péssimo aproveitamento, o técnico Marcelo Oliveira foi logo descartado pela diretoria do Vasco. Mais uma vez, Gaúcho não fugiu ao seu compromisso com o clube e assumiu a equipe que vinha de seis derrotas consecutivas. Após uma série invicta de oito jogos, Gaúcho ganhou a confiança do então presidente Roberto Dinamite para conduzir a equipe até o fim do Campeonato Brasileiro daquele ano. Com um bom aproveitamento nos jogos finais, o Vasco terminou a competição na quinta colocação. Com o bom resultado, Gaúcho foi mantido como técnico para a temporada de 2013.
Em 21 de março de 2013, após uma campanha instável no estadual e uma série de três derrotas, Gaúcho é demitido pelo então diretor executivo do Vasco, Renê Simões. Diferente das outras vezes, quando deixava a equipe principal para ser auxiliar ou técnico de categorias de base, desta vez Gaúcho não foi realocado em nenhum outro setor do Vasco, encerrando uma intensa relação com o clube nos últimos cinco anos.
Na ocasião, Gaúcho utilizou as redes sociais para agradecer ao Vasco:
| “ | "Quero agradecer a todos no Vasco. O futebol é isso aí mesmo, não tem para onde correr. Vamos de novo. Espero tudo de bom para os jogadores e ao Clube de Regatas Vasco da Gama". | ” |

## Títulos

### Jogador
Vasco da Gama
- Campeonato Brasileiro: 1974
- Campeonato Carioca: 1977
- Taça Guanabara: 1976 e 1977
- Torneio Quadrangular do Rio de Janeiro: 1973
- Torneio Heleno Nunes: 1976
- Troféu Imprensa de Santa Catarina: 1977
- Torneio Cidade de Sevilha: 1979
- Troféu Festa de Elche: 1979

### Treinador
Vasco da Gama
- Torneio João Havelange: 1993
- Copa São Paulo de Futebol Júnior: 1992
- Torneio Octávio Pinto Guimarães: 2009 Sub-20

Boavista
- Série B: 2006

Americano
- Taça Guanabara: 2002
- Copa Rio de Janeiro de 2002

Rio Negro
- Campeonato Amazonense de 1985

## Curiosidades
- Possui o título de Cidadão Honorário do Município do Rio de Janeiro.[14]

- É amigo íntimo do ex-presidente do Vasco da Gama, Roberto Dinamite, seu companheiro dos tempos de jogador.[15]

- Gaúcho é conhecido no meio futebolístico por sua forte superstição. Sempre é visto com variadas fitas do Bonfim e com sua inseparável corrente de Nossa Senhora Aparecida.

- É morador da Ilha do Governador, bairro da cidade do Rio de Janeiro.[16]